# Parc des sports du Bram
Pour les articles homonymes, voir Parc des Sports.
Le parc des sports du Bram est le principal stade de football de la ville de Louhans. Il a pour club résident le Louhans-Cuiseaux FC.

## Capacité et tribunes
Sa capacité est de 8 400 places. Il dispose également de deux tribunes de presse et d'une cabine TV situés dans la tribune honneur ainsi qu'un club house.

## Records d'affluence
Le record d'affluence de 9 500 spectateurs a été réalisé lors du match de Louhans-Cuiseaux contre le FC Sochaux le 24 octobre 1987 pour une rencontre de Division 2.
Le 5 août 1995, 7 535 spectateurs assistent à la victoire (3-1) du CS Louhans-Cuiseaux sur l'Olympique de Marseille, en Division 2. 
La saison suivante, le 12 janvier 1997, environ 8 000 spectateurs assistent à la victoire du CS Louhans-Cuiseaux sur le FC Nantes aux tirs au but (0-0, 4-2 t.a.b.), en huitième de finale de Coupe de la Ligue.

## Autre utilisation
Ce stade est aussi utilisé depuis quelques années pour le Festival des Nuits Bressanes lancé en 2012 et accueillant des artistes comme (Johnny Hallyday, Michel Sardou, Florent Pagny, Julien Clerc, Les Insus…) par l'intermédiaire de Dominique Prudent, un entrepreneur bressan.

## Galerie photos

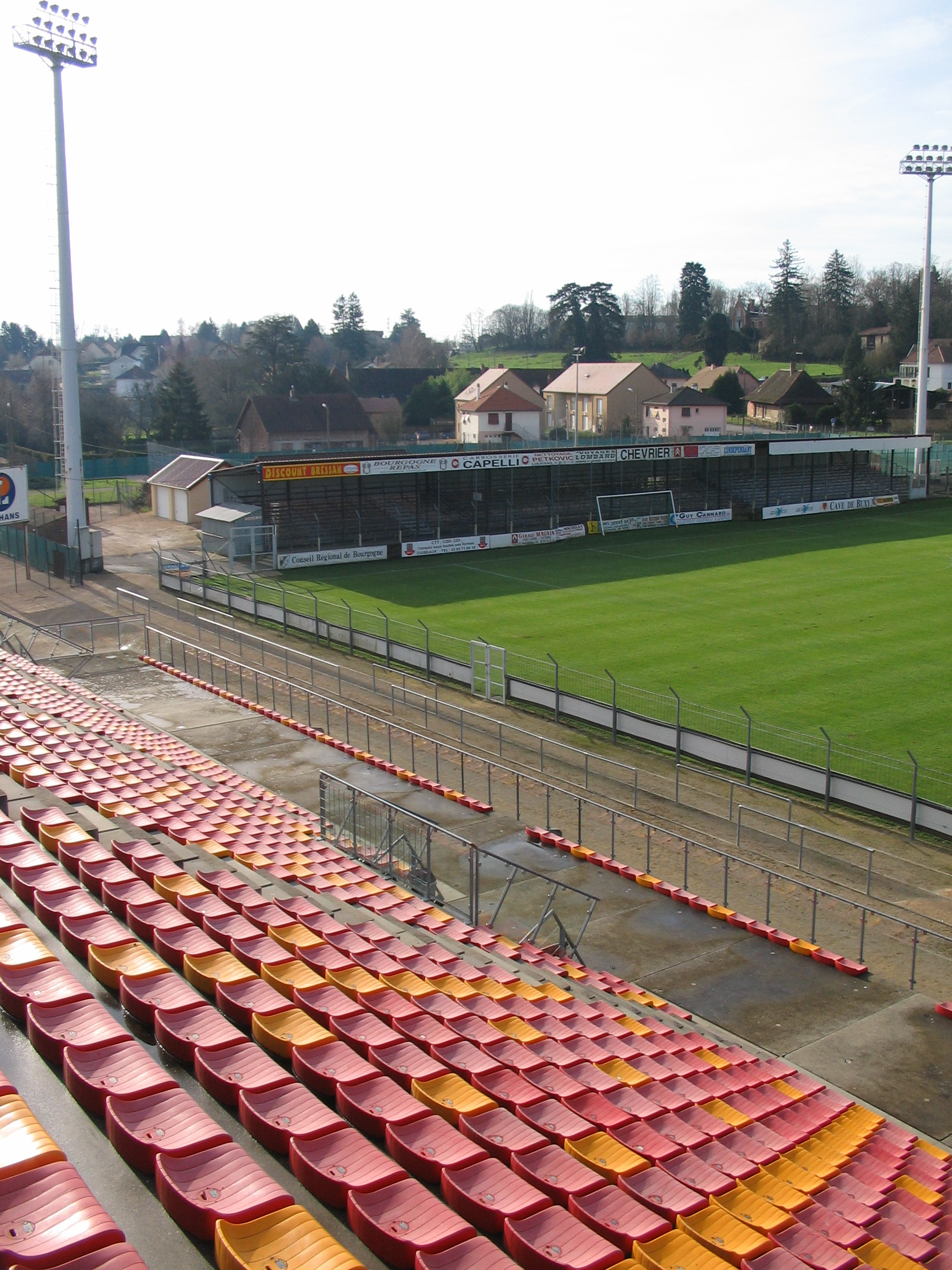
Grande tribune est & gradins sud
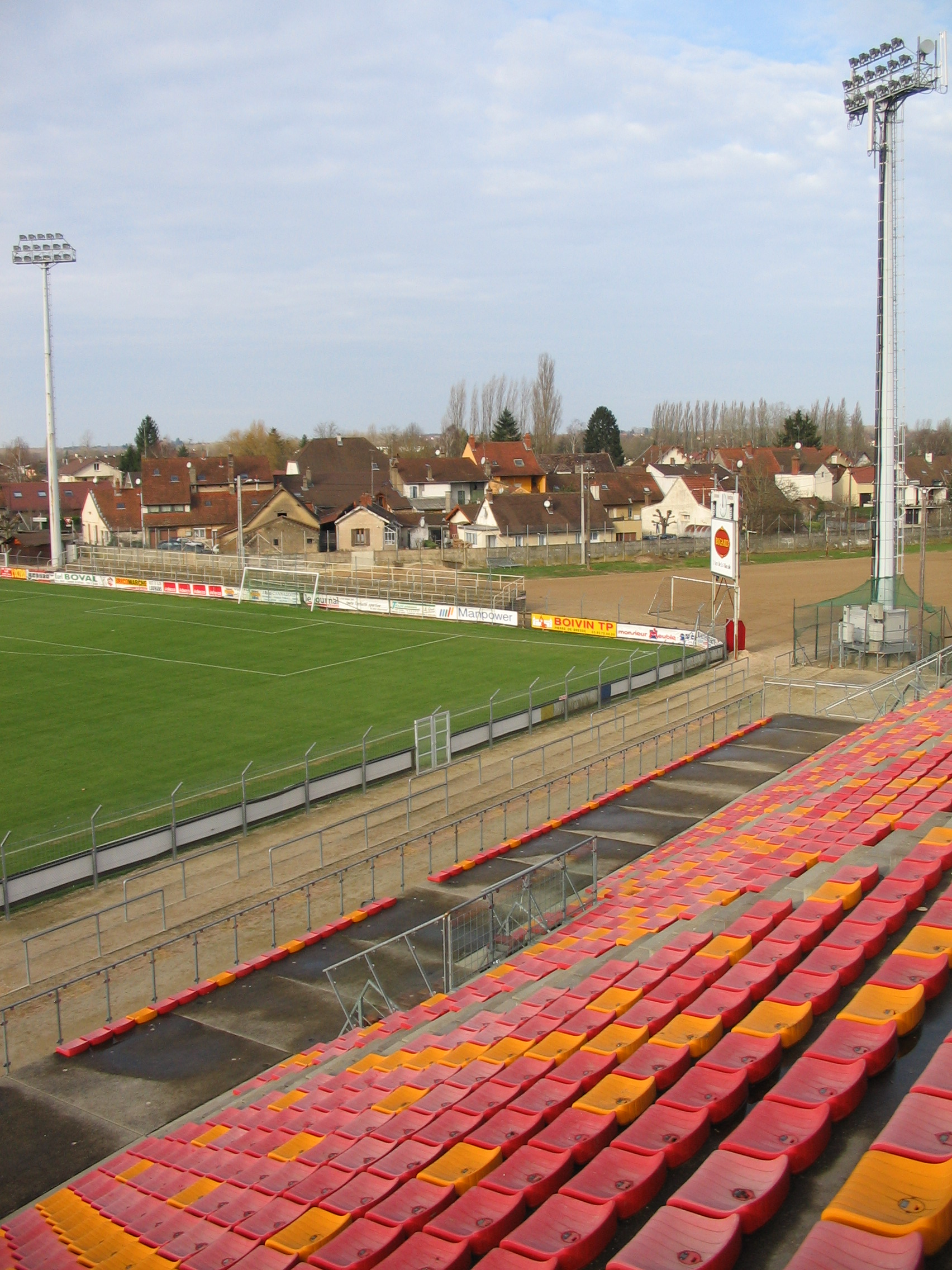
Pesage
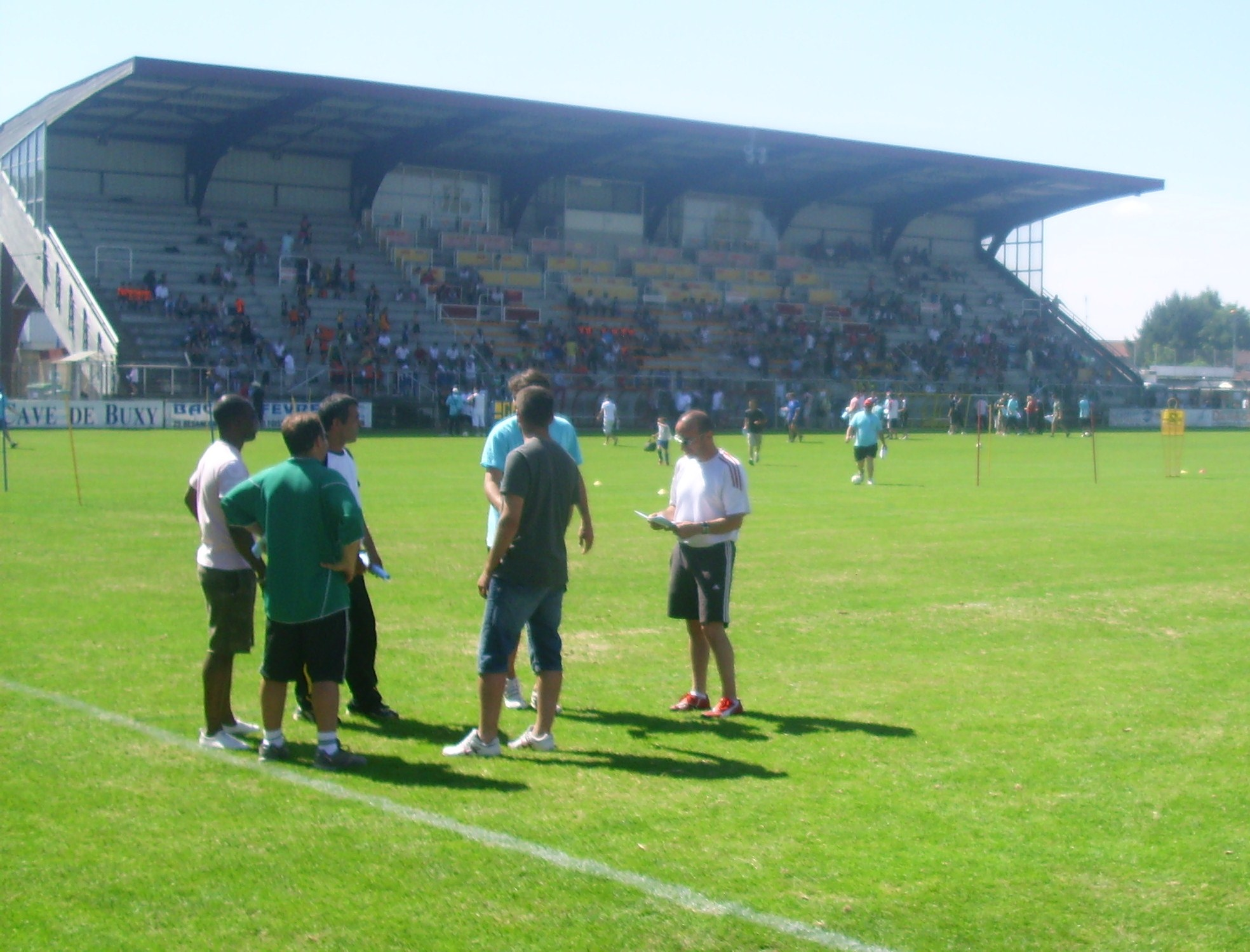
Vue d'une partie du stade de Bram
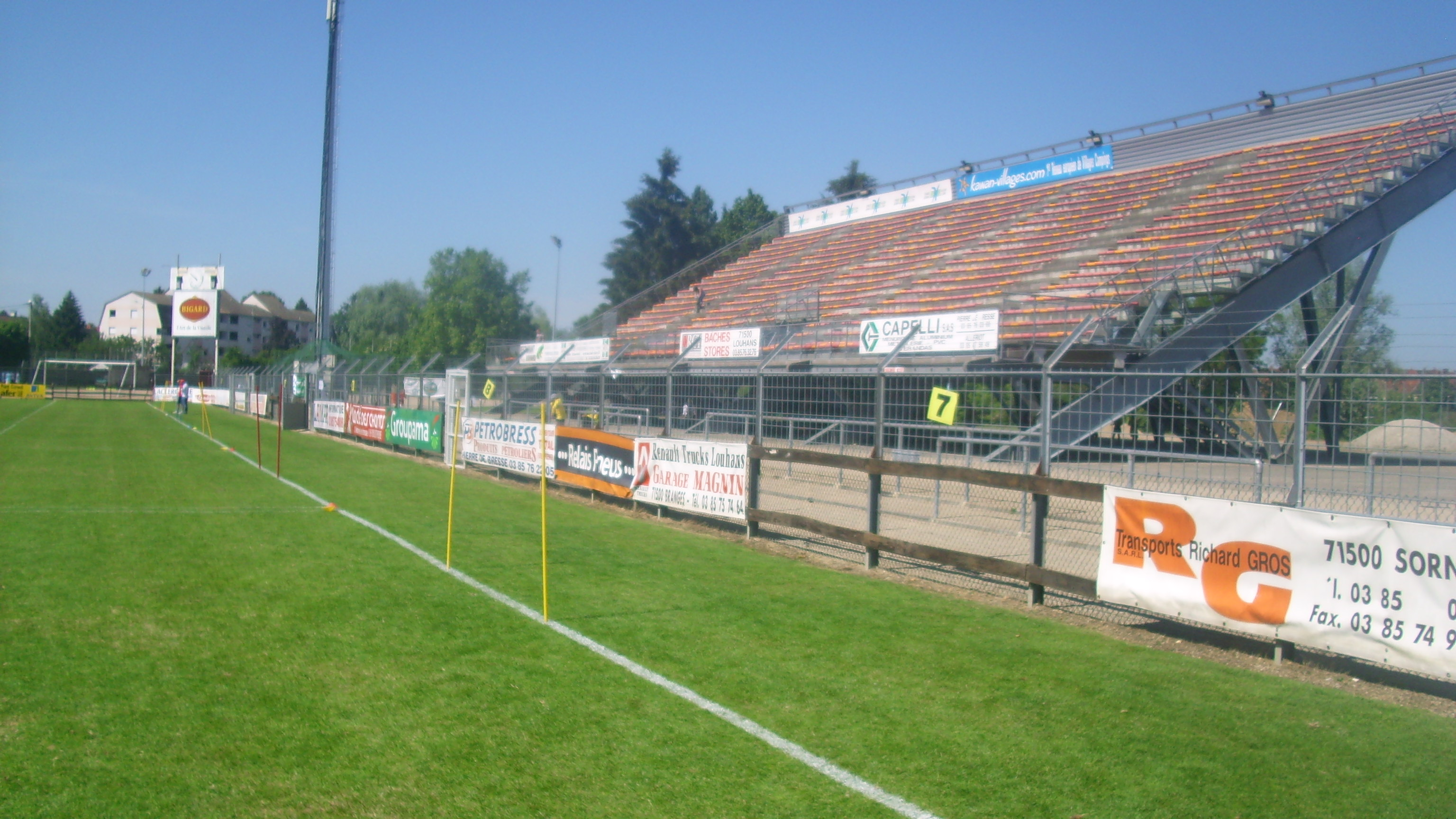
Vue d'une partie du stade de Bram
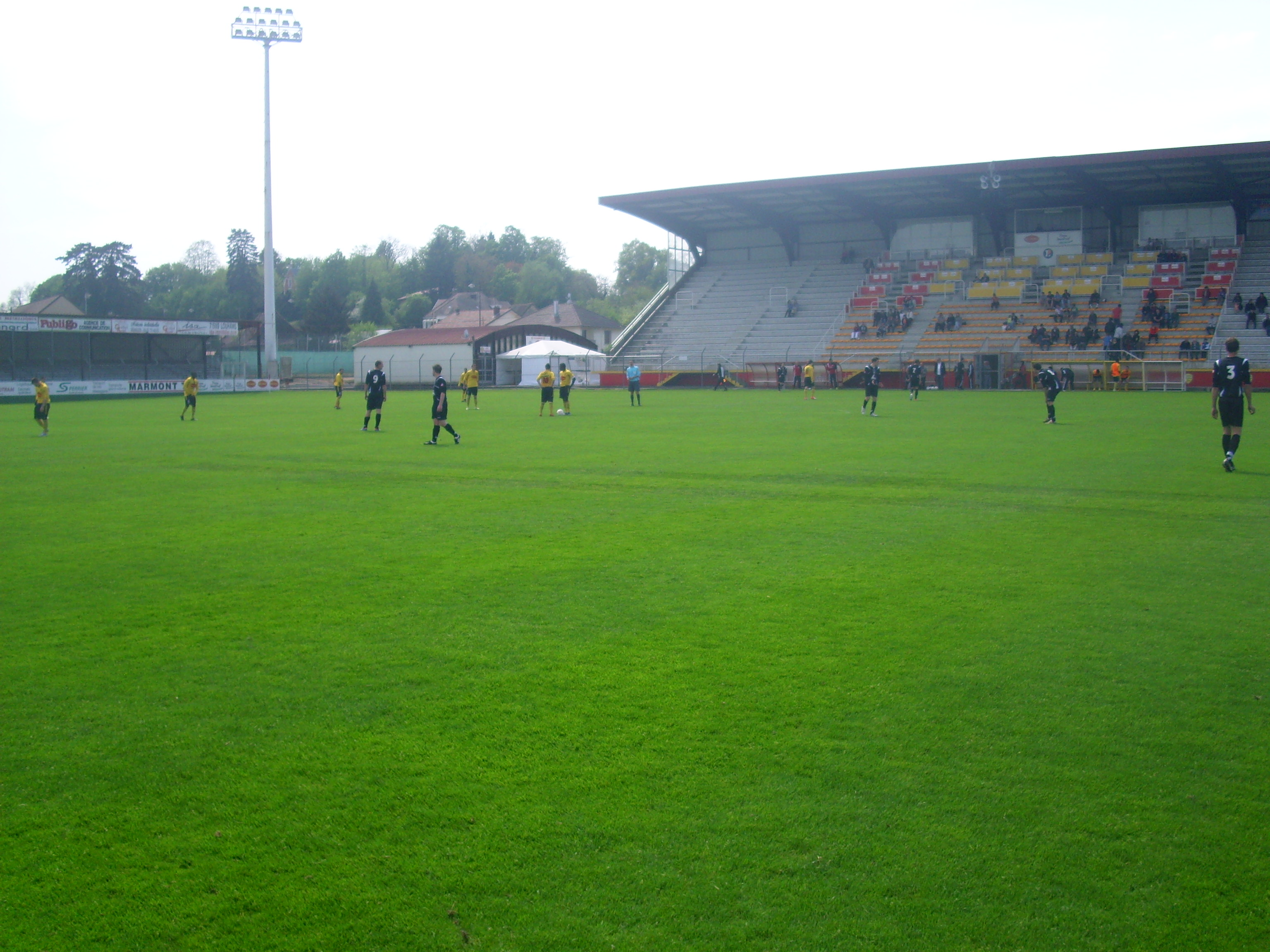
Vue d'une partie du stade de Bram
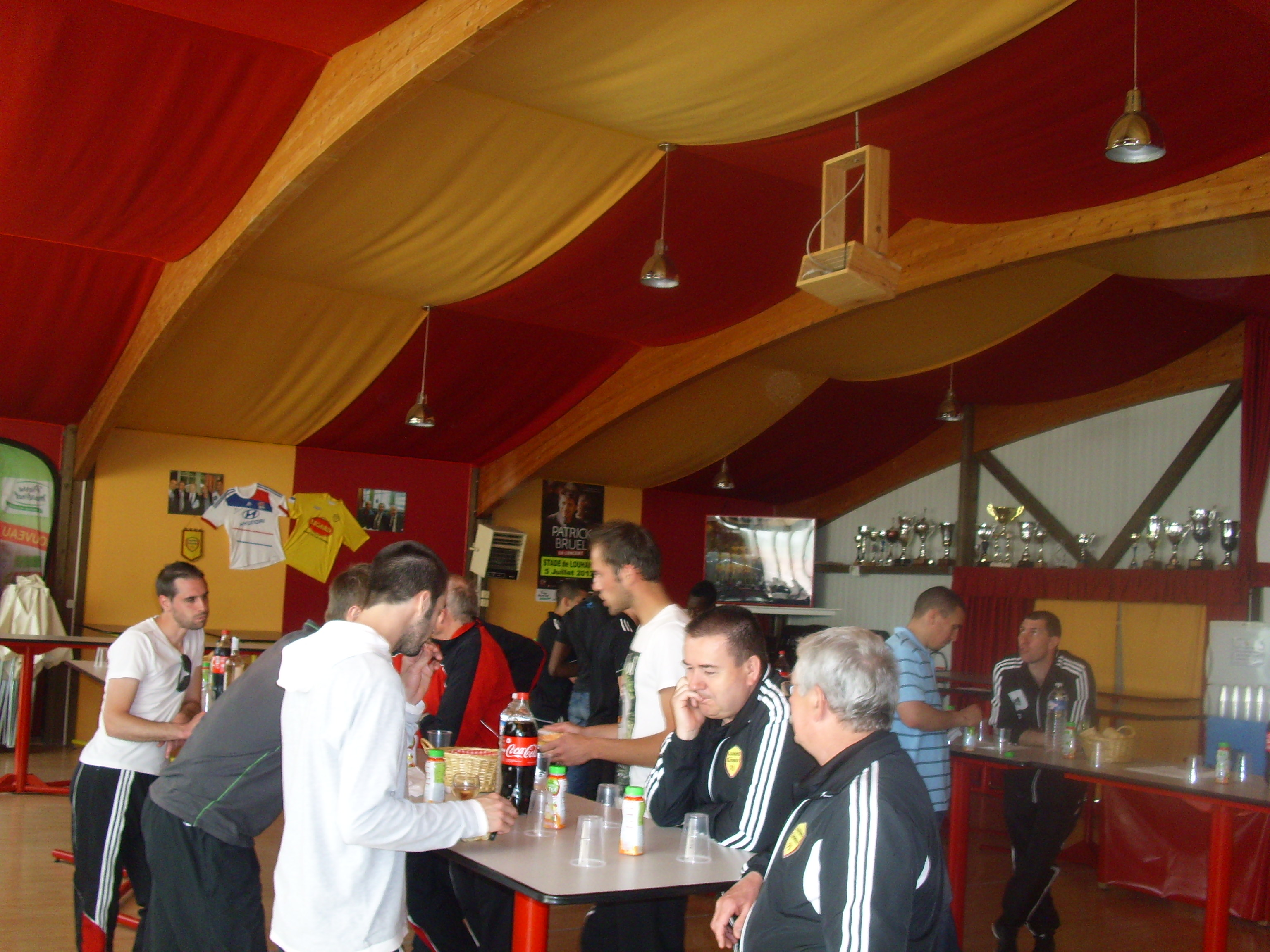
Intérieur du Club House de Louhans-Cuiseaux au stade de Bram